# Mizuno Toshikata

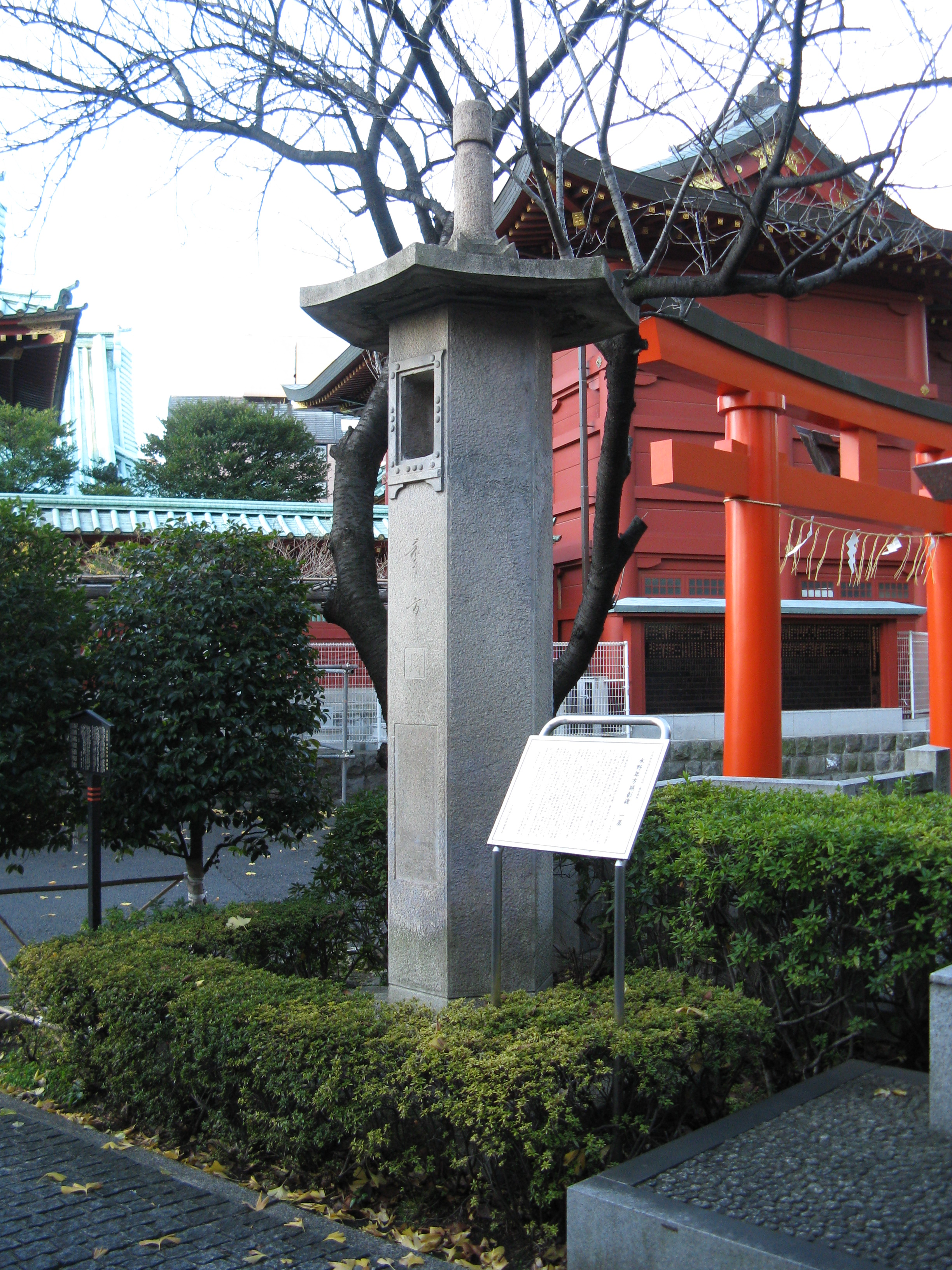
Erinnerungsstele am Kanda Myōjin

Mizuno Toshikata (japanisch 水野 年方; ursprünglicher Vorname: Kumejirō (粂次郎); geb. 6. März 1866 in Tōkyō; gest. 7. April 1908) war ein japanischer Holzschnittkünstler und -lehrer während der Meiji-Zeit.

## Leben und Werk
Toshikata begann im Alter von 14 Jahren seine Ausbildung für Farbholzschnitt bei Tsukioka Yoshitoshi, von dem er das erste Schriftzeichen seines Vornamens erhielt. Bei Watanabe Shōtei (渡辺省亭; 1852–1918) studierte er klassische „Blumen-und-Vögel“-Malerei. Er schuf Bilder im späten Ukiyoe-Stil der Meiji-Zeit. Daneben schuf er, vermittelt durch Tsukioka, kleinformatige Bilder (口絵, kuchi-e) für Zeitungen und Magazine wie Yamato-Shimbun „Bunshō Sekai“. Er übertrug auch Drucke wie „Begrabener Baum“ (うもれ木, Umoreki) von Hashiguchi Goyō in ein kleines Format, das sie für Zeitungen geeignet machte, Sashi-e (挿絵) genannt.
Während des Japanisch-Chinesischen Krieges 1894 bis 1895 schuf Toshikata eine Reihe von Triptychen mit Schlachtszenen. Er wurde Mitglied im „Japanischen Kunstverein“ (日本美術協会, Nihon bijutsu kyōkai), in der „Vereinigung junger Künstler“ (青年絵画協会; Seinen kaiga kyōkai), wurde 1898 Jurymitglied der „Nihongakai“ (日本画会), gehörte im selben Jahr zu den Unterstützern der Einrichtung des Nihon Bijutsuin.
Unter seinen bekanntesten Bildern finden sich „Satō Tadanobu kommt zum Hof“ (佐藤忠信参館図, Satō Tadanobu Sankan-zu) und „Kōtō no Naishi“ (勾当内侍) und ein Bild der Adeligen Kōtō no Naishi aus der Zeit der Nord- und Südhöfe im 14. Jahrhundert. Weiter gibt es Genre-Bilder und Bilder schöner Frauen von ihm.
Zu seinen Schülern gehören Kaburagi Kiyokata, Hirano Hakuhō (1879–1957), Ikeda Shōen (1883–1921) und andere. Er starb bereits im Alter von 43 Jahren, vermutlich durch Überarbeitung. Bestattet wurde er auf dem Friedhof Yanaka.

## Drucke

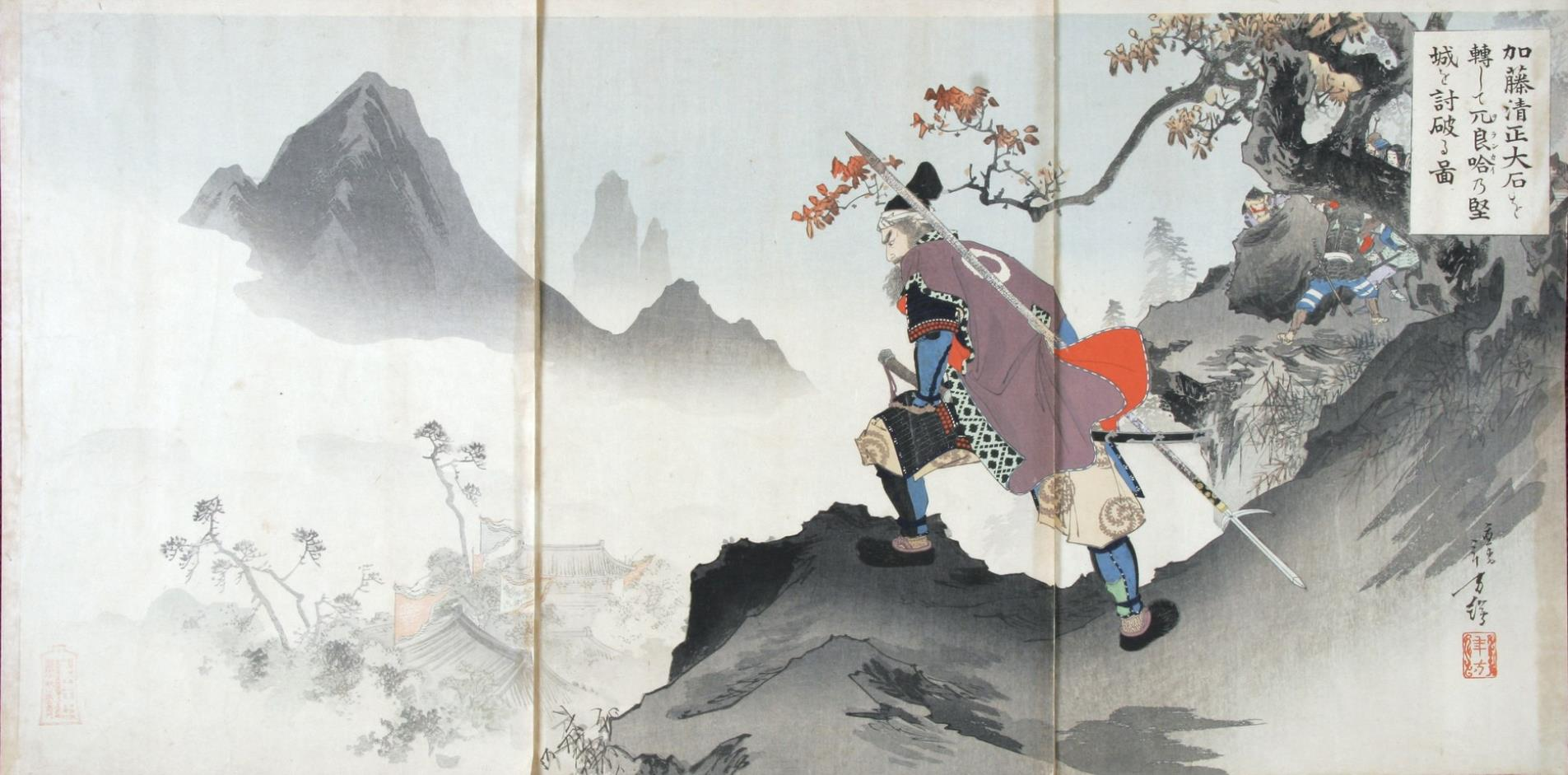
Katō Kiyomasa, 1894[A 1]
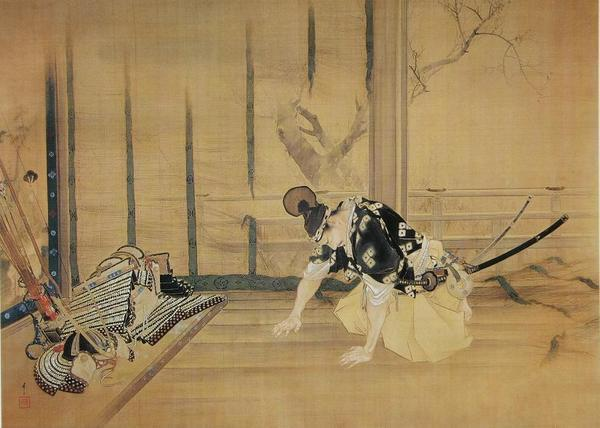
Satō Tadanobu[A 2]
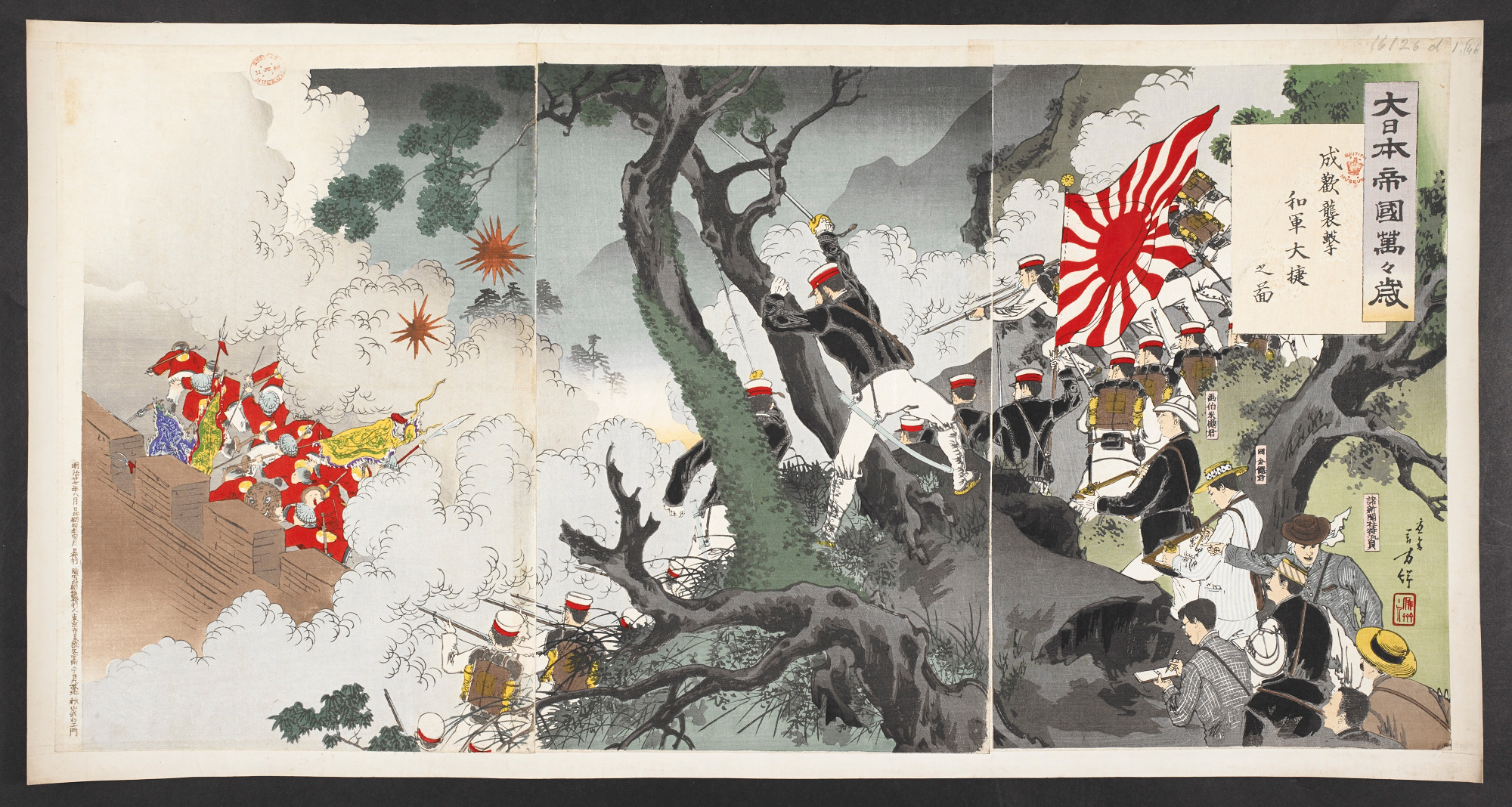
Sieg bei Seonghwan[A 3]
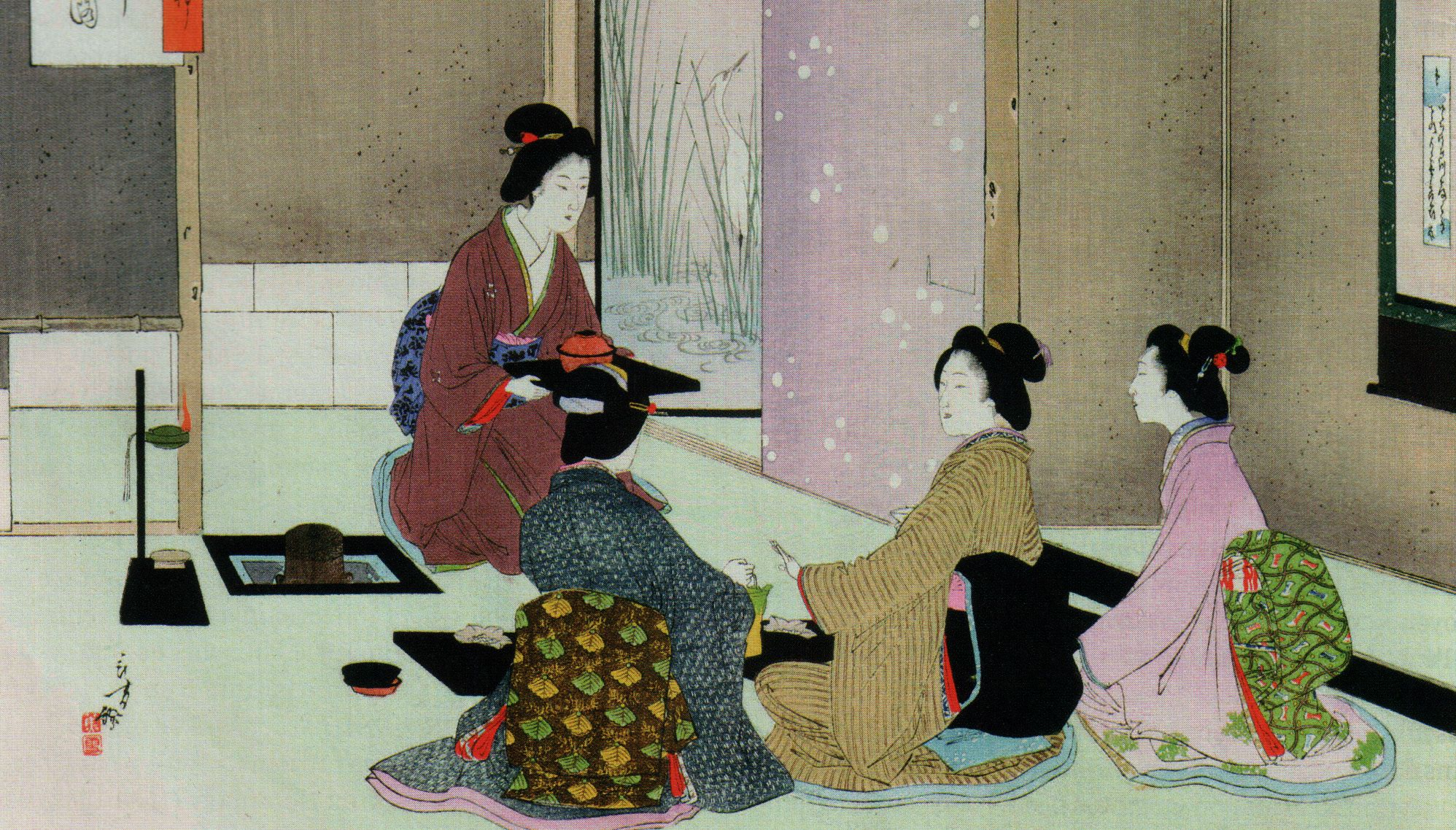
Tee-Zeremonie